# Високо-шаруваті хмари
Високо-шаруваті хмари (Altostratus, As) — хмари середнього ярусу, що утворюються на висоті 2-6 км у вигляді завіси ясно-сірого або синюватого кольору, у якій можна розрізнити смуги або волокна. Сонце і Місяць видні крізь ці хмари дуже смутно, приблизно як видна спіраль у матовій лампочці. Вони майже завжди перемежовують перисто-шаруваті. Позначаються символом .

## Зовнішній вигляд
Сіра або синювата однорідна пелена хмар злегка волокнистої будови. Як правило, пелена поступово закриває все небо. Інколи на нижній поверхні пелени As помітні слабо виражені хвилі. Висота основи коливається в межах від 3 до 5 км. Товщина шару — в середньому 1 км, зрідка до 2 км. Сонце і Місяць просвічуються через ці хмари слабо, як через тоноване скло. Тіні від предметів на Землі нечіткі і зникають зовсім. У тонких As відмічаються німби навколо Сонця і Місяця.

## Мікрофізична будова
Тонкі високо-шаруваті хмари і верхні частини більш густих їх різновидів складаються переважно із льодяних кристалів (пластинок). Низькі хмари Altostratus складаються із льодяних кристалів (стовпчиків) у суміші із переохолодженими крапельками води. Нижні частини цих хмар складаються із більш крупних сніжинок або (зазвичай, на рівнях, де температура повітря рівна або вища за 0°С), дрібних крапель дощу.

## Формування
Найчастіше такі хмари виникають у процесі опускання й ущільнення перисто-шаруватої хмари Cirrostratus (Cs). Вони складаються з дрібних крапельок води, але вершина цих хмар може досягати верхнього ярусу і складатися з кристалів льоду. У цьому випадку крижані кристали, падаючи в основну масу хмари, діють як ядра конденсації і викликають опади. Високо-шаруваті хмари, вкривають великі простори, у міру зниження їх основи ущільнюються, під ними з'являтися дрібні темні жмути.
As утворюється внаслідок охолодження повітря при його загальному нахиленому повільно висхідному русі. Цей процес, зазвичай, проходить при надходженні теплого повітря коли воно піднімається, ковзаючи по похилій поверхні більш густої холодної повітряної маси (теплий фронт і теплий фронт оклюзії). Аналогічний процес може мати місце і біля холодних фронтів, найчастіше біля холодного фронту 1-го роду. У окремих випадках похилі висхідні потоки повітря можуть проходити у атмосфері при відсутності фронту біля поверхні Землі, при наявності лише верхнього фронту. У таких випадках високо-шаруваті хмари можуть виникати без явного зв'язку із приземними фронтами. У цьому випадку Altostratus утворюють окремі, порівняно тонкі шари у атмосфері.

## Класифікація

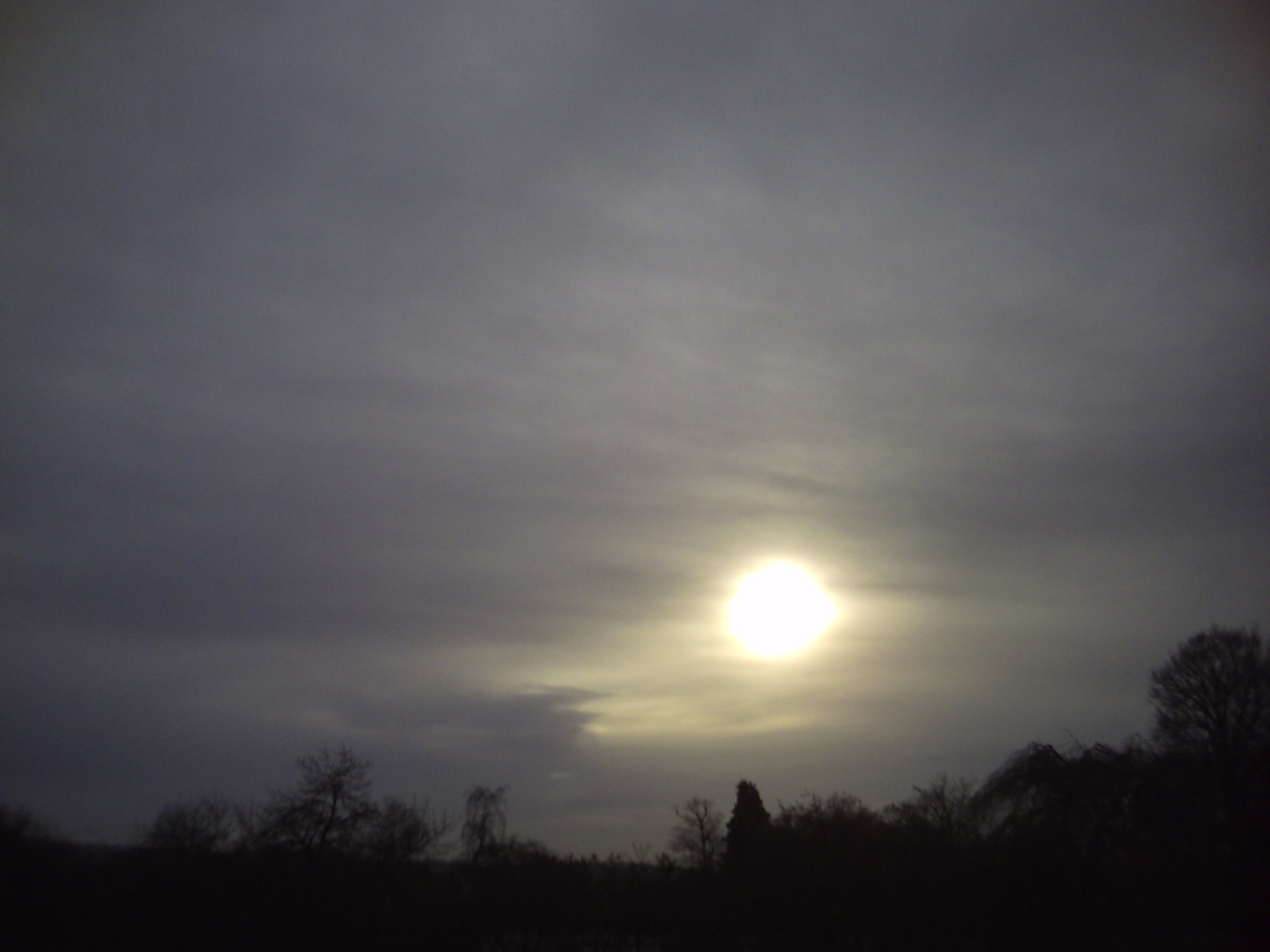
Altostratus translucidus

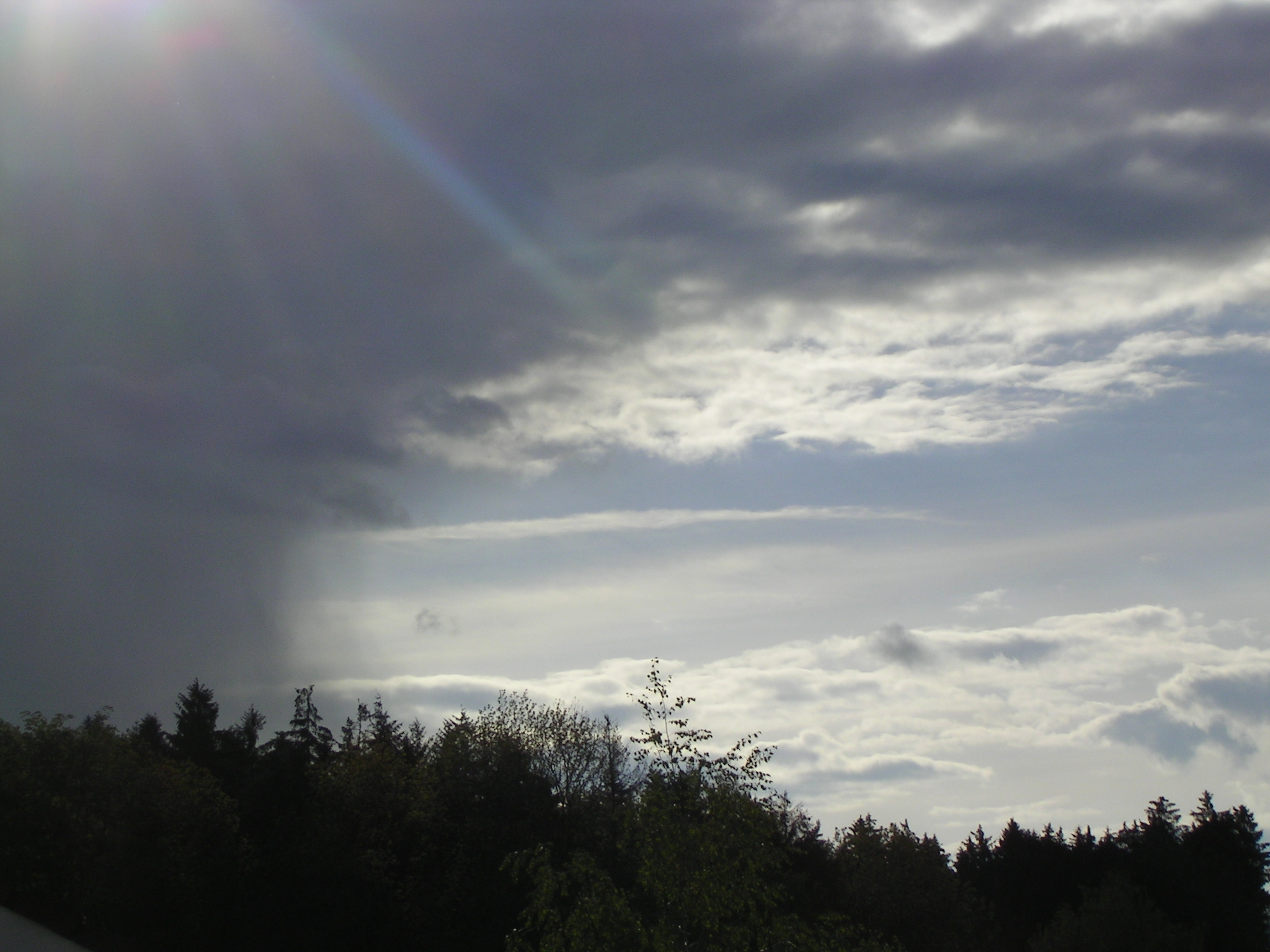
Altostratus praecipitans

Розрізняють два види високо-шаруватих хмар:
Altostratus nebulosus (As neb.) — туманоподібні. Виглядають як однорідний сірий шар.
Altostratus undulatus (As und.) — хвилясті. Ці хмари мають помітну хвилясту основу і волокнисту структуру (хоча би у окремих частин хмари).
Обидва ці види мають такі різновиди:
Altostratus translucidus (As trans.) — прозорі. Нагадують густі перисто-шаруваті хмари, але більш помітного сірого кольору. Через ці хмари Сонце і Місяць просвічуються як через тоноване скло; тіні від предметів на Землі відсутні.
Altostratus opacus (As op.) — непрозорі. Виглядають як однорідний покрив сірого кольору, часто перемінної густини, що помітно за ступенем освітленості (місцями хмари темні, місцями світліші). Сонце і Місяць не просвічуються через ці хмари, що помітно за степенем освітленості, а їх розташування можна визначити лише за розпливчатою світлою плямою на хмарі.
Altostratus praecipitans (As pr.) — що дають опади. Опади, зазвичай, невеликої інтенсивності, безперервні або переривчасті; у літній час часто не доходять до Землі.

## Зв'язок з іншими видами хмар
Ущільнюючись, високо-шаруваті хмари безпосередньо переходять у шарувато-дощові хмари (Nimbostratus). Високо-шаруваті хмари є ніби проміжною ланкою між перисто-шаруватими (Cirrostratus) та шарувато-дощовими (Nimbostratus); у системі хмар теплого фронту вони насуваються після Cirrostratus і, деколи це проходить при послідовній зміні хмарних шарів, розділених частково безхмарними проміжками. Високо-шаруваті хмари можуть поєднуватися із високо-купчастими (Altostratus), причому, можливі взаємні переходи: Altostratus у Altocumulus і Altocumulus у Altostratus. Високо-шаруваті можуть бути також у поєднанні з потужними купчасто-дощовими хмарами фронтального походження.

## Галерея

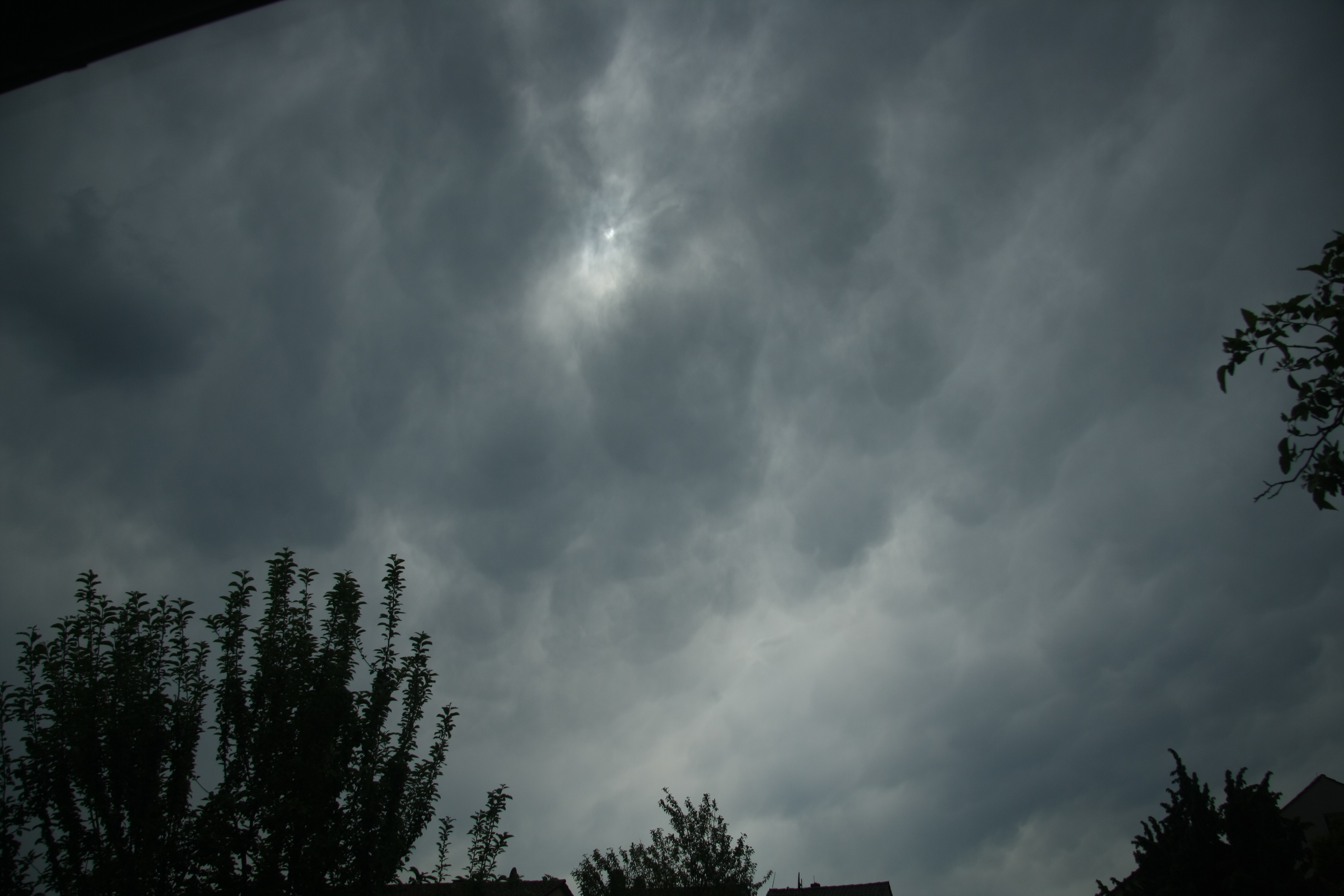
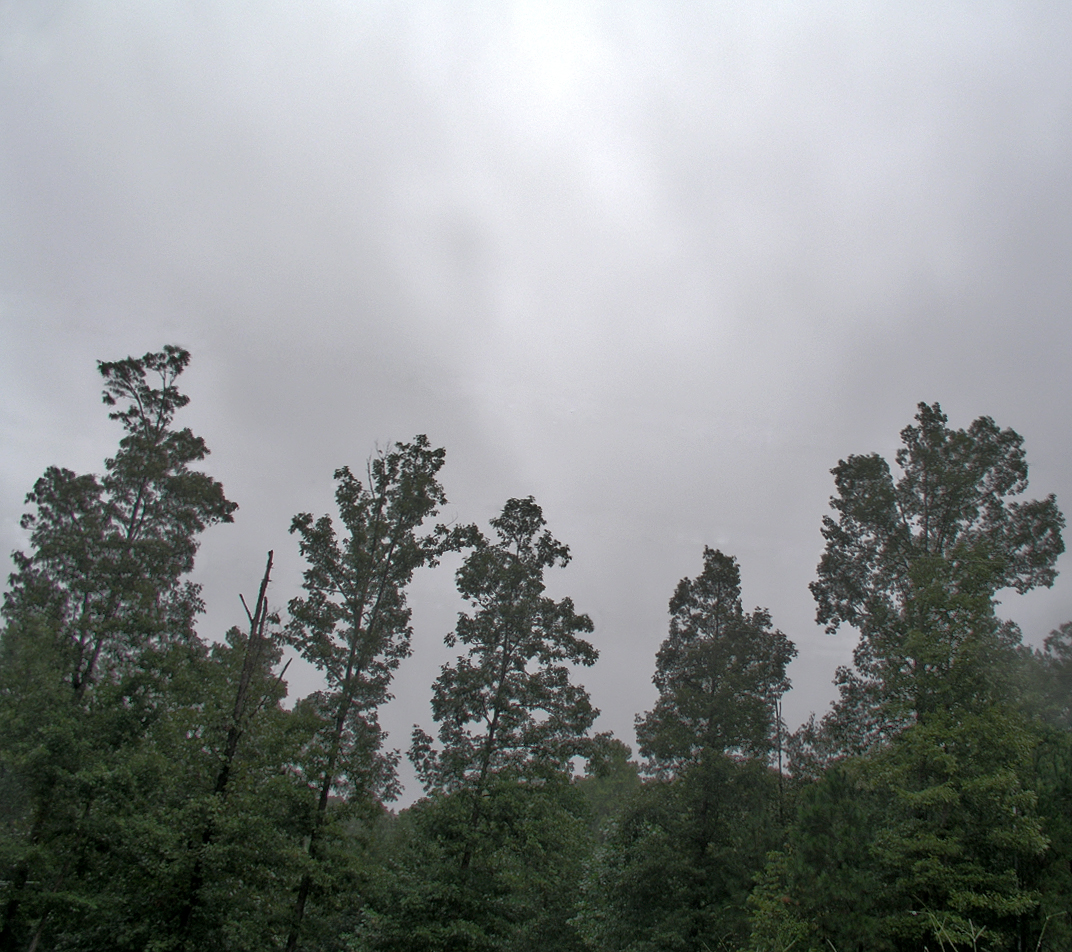
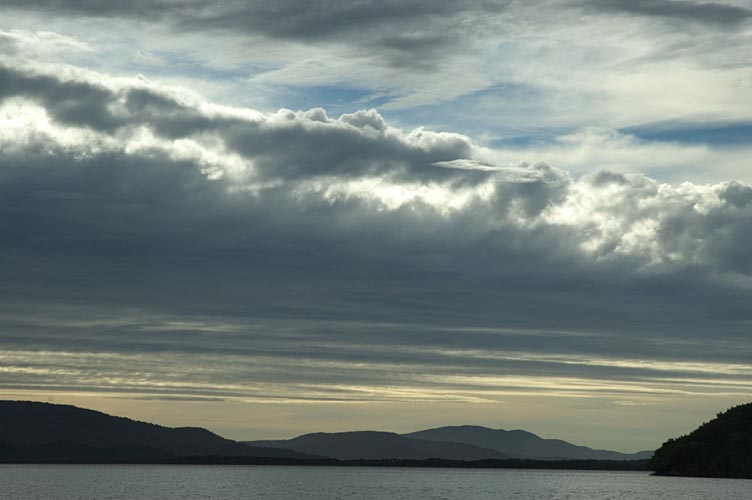